# اس‌اس تارونا
اس‌اس تارونا (به انگلیسی: SS Taroona) یک کشتی است که طول آن ۳۵۴ فوت ۷ اینچ (۱۰۸٫۰۸ متر) می‌باشد. این کشتی در سال ۱۹۳۴ ساخته شد.